# Spathius cassidorus
Spathius cassidorus är en stekelart som beskrevs av Nixon 1943. Spathius cassidorus ingår i släktet Spathius och familjen bracksteklar. Inga underarter finns listade i Catalogue of Life.